# Antonio Landi (1725-1783)
Antonio Landi (Livorno, 1725 – Berlino, 1783) è stato un poeta, letterato e drammaturgo italiano.
Fu una figura di un certo rilievo all'interno del panorama teatrale, letterario e culturale italiano ed europeo.
Lavorò come consigliere di Corte a Berlino e fu autore del compendio in francese della monumentale Storia della letteratura italiana di Girolamo Tiraboschi.

## Biografia
La ricostruzione della biografia di Antonio Landi ha presentato delle difficoltà legate al fatto che per lungo tempo parte degli studiosi ritennero esistesse un contemporaneo omonimo, anch'egli letterato e autore teatrale.
Intraprese il percorso ecclesiastico come abate e nel 1765 si recò a predicare nella collegiata di Sant'Andrea presso Empoli. Tuttavia il suo stile di vita considerato "scostumato" gli procurò rimproveri da parte della Chiesa e alla fine abbandonò l'abito talare.
Si trasferì quindi a Berlino al servizio dell'imperatore Federico II di Prussia, su segnalazione del Granduca di Toscana, con l'incarico di comporre ed adattare lavori scenici per il suo teatro, dove divenne anche consigliere di corte.
Durante la sua permanenza a Berlino fu autore di libretti d'opera ma soprattutto del Histoire de la litterature d'Italie, compendio in francese dell'omonima opera di Tiraboschi, e di una storia degli imperatori sassoni, pubblicata in tedesco.

## Opere
Libretti teatrali:
- L'Aspasia tragedia d'Inanto Lanido Acc. Ap. All'illustriss. Signora Vittoria Gaetani Borgherini, Firenze, Anton Giuseppe Pagani, 1761;
- Il Rodrigo tragedia dell'abate Antonio Landi fiorentino dedicata al merito singolare dell'illustriss. signore Giuseppe Riccardi patrizio fiorentino de' marchesi di Chianni, Rivalto, Montevaso, e Mela, Firenze, Stamperia Imperiale, 1765;
- Amore e Psiche, Berlin 1767;
- Oreste e Pilade, Berlino, Haude und Spener, 1771;
- Oreste e Pilade, Berlino, Haude und Spener, 1786;
- I Greci in Tauride, Berlino, Haude und Spener, 1772;
- Vorspiel nel Britannico, Berlino 1772;
- Angelica e Medoro, Berlino, Haude und Spener, 1776;
- Il Rodrigo tragedia dell'abbate Antonio Landi fiorentino, Napoli, Per il Flauto Regio Impressore, 1776;

Opere letterarie e storiche:
- Raccolta di poesie teatrali dell'abate Antonio Landi, Firenze, Domenico Marzi e Compagni, 1771;
- Des Herrn Abt A. L. ... Regierungsgeschichte der Fürsten aus dem alten Hause Sachsen, in den Königreichen Italien und Teutschland und in dem Kaiserthume. Aus der Italienischen Handschrift ubersetzt von J. A. Mebes, Berlino 1784;
- Histoire de la litterature d'Italie, tirée de l'italien de Mr. Tiraboschi, et abregée par Antoine Landi, Berna 1784;

Traduzioni:
- Storia della letteratura italiana del cavaliere abate Girolamo Tiraboschi compendiata in lingua francese da Antonio Landi ... ed ora tradotta in lingua italiana dal p. G.A.M. ... con annotazioni sopra tutti gl'italiani traduttori de' classici autori latini ec. ec., Venezia, Adolfo Cesare e Antonio Rosa, 1801-1805.